# Sidi-Ayad
Sidi-Ayad (em árabe: سيدي عياد) é uma comuna localizada na província de Bugia, no norte da Argélia. Segundo o censo de 2008, a população total da cidade era de 5 416 habitantes.